# Georges Mikhaïlovitch de Russie (1863-1919)
Pour les articles homonymes, voir Georges Mikhaïlovitch de Russie.
Georges Mikhaïlovitch de Russie (en russe : Георгий Михайлович), grand-duc de Russie, est né le 23 août 1863 à Tetritskaro, près de Tbilissi, en Géorgie, et a été exécuté à Saint-Pétersbourg, en Russie, le 28 janvier 1919. C’est un membre de la maison Romanov, un général de l’armée russe et un numismate distingué.

## Famille
Georges Mikhaïlovitch de Russie appartient au quatrième rameau issu de la première branche de la maison de Holstein-Gottorp-Romanov (ou Oldenbourg-Russie), elle-même issue de la première branche de la Maison de Holstein-Gottorp. Ces trois branches sont issues de la première branche de la Maison d'Oldenbourg. Georges Mikhaïlovitch apparteint à la branche agnate des Mikhaïlovitch.
Il est le troisième fils et le quatrième enfant du grand-duc Michel Nicolaevitch de Russie (1832-1909) et de son épouse la princesse Cécile de Bade (1839-1891), devenue, après son baptême orthodoxe, Olga Feodorovna de Russie. Par son père, il est le petit-fils du tsar Nicolas Ier de Russie (1796-1855) tandis que, par sa mère, il a pour grand-père le grand-duc Léopold Ier de Bade (1790-1852).
Le 30 avril 1900, le grand-duc Georges épouse, à Corfou, en Grèce, la princesse Marie de Grèce et de Danemark (1876-1940), elle-même fille de Georges Ier, roi des Hellènes, et de son épouse la grande-duchesse Olga Constantinovna de Russie (1851-1926).
De l'union de Georges et de Marie naissent deux filles :
- Nina Georgievna de Russie (1901-1974), grande-duchesse de Russie, qui épouse, en 1922, le prince géorgien Paul Chavchavadze (1899-1971), lui-même fils du prince Alexandre Chavchavadze (????-1931) et de son épouse Marie Rodzianko (1867-1958). D’où un fils : le prince David Chavchavadze (1924) ;
- Xenia Georgievna de Russie (1903-1965), grande-duchesse de Russie, qui épouse en premières noces, en 1921, l’Américain William B. Leeds Jr, fils de la princesse Anastasia de Grèce (1883-1923) et de son deuxième époux le magnat de l'étain William B. Leeds Sr (1861-1908), avant de se remarier, en 1946, à l’Américain Herman Jud (1911-????). D’où une fille, née du premier mariage : Nancy Leeds (1925-2006).

## Biographie

### Premières années

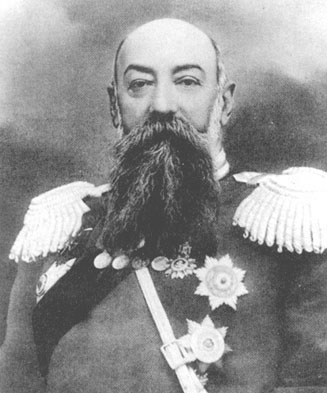
Le grand-duc Michel Nikolaïevitch de Russie, père de Georges Mikhaïlovitch.

Connu dans sa famille sous le nom de « Gogi », le grand-duc Georges grandit en Géorgie, où son père est gouverneur de Transcaucasie. Il y reçoit une éducation spartiate, donnée par des professeurs particuliers qui l’élèvent dans la discipline militaire. Son père, occupé par ses fonctions publiques, représente pour lui une figure distante tandis que sa mère, qui est une femme autoritaire, fait régner une stricte discipline au sein de la famille.
Comme ses frères, le grand-duc Georges est destiné, très jeune, à la carrière militaire. Juste après son baptême, il est ainsi nommé patron d’un bataillon de cavalerie et promu au rang d’adjudant général. Plus tard, le prince commence sa formation de soldat dans le Caucase et la poursuit à Saint-Pétersbourg, où sa famille s’installe lorsqu’il atteint l’âge de dix-huit ans. Cependant, une blessure reçue pendant des exercices laisse d’importantes séquelles au prince, dont la jambe ne lui permet plus de jouer un rôle militaire autre que symbolique dans l’Empire.
Dans sa jeunesse, le grand-duc Georges mène le genre de vie typique d’un aristocrate russe : il boit, joue et multiplie les liaisons féminines. Mais le prince est également un intellectuel qui possède un don pour la peinture. Son intérêt pour l’Art le conduit d’ailleurs à servir, pendant plusieurs années, de curateur pour le musée Alexandre-III de Saint-Pétersbourg (institution aujourd’hui connue sous le nom de Musée russe). En 1898, le prince obtient par ailleurs un siège à la Société russe de généalogie.

### Un prince numismate
Depuis son plus jeune âge, le grand-duc Georges se livre avec passion à la numismatique. Au fil des ans, il accumule ainsi la plus belle et importante collection de pièces et de médailles de Russie et parvient à posséder au moins un exemplaire de presque toutes les monnaies jamais utilisées dans le pays. Il est également l’auteur de dix monographies sur le sujet, parmi lesquelles on trouve un Catalogue des monnaies impériales russes, 1725-1891, œuvre réimprimée aux États-Unis en 1976 et qui est encore aujourd’hui la plus importante référence sur le sujet.
Lorsque le grand-duc Georges est nommé directeur du musée Alexandre-III en 1895, il utilise tout son savoir et son influence pour augmenter les collections de numismatique de l’institution. Grâce à lui, le musée acquiert ainsi la section russe post-1700 du cabinet du comte Hutten-Czapski. En 1909, le grand-duc Georges fait, en outre, lui-même don de ses collections au musée Alexandre-III.
Les bouleversements causés par la Première Guerre mondiale font craindre au grand-duc pour la sécurité de ses collections, qui sont finalement placées à la Banque nationale russe de Saint-Pétersbourg pour en assurer leur protection. Pendant la révolution, quatre des cinq coffres-forts contenant les collections du prince sont cependant subtilisés et envoyés à l’étranger, dans des circonstances mystérieuses. Une partie des collections arrive finalement à l’Ouest mais la veuve du grand-duc en reçoit la majorité. Après être passées par la Yougoslavie, Rome, New York et Berkeley, les pièces rejoignent finalement la Collection nationale de numismatique de Washington D.C.. Cet important regroupement de pièces et de médailles se trouve ainsi, depuis les années 1950, à la Smithsonian Institution, dont plus de 10 000 pièces et 1 250 médailles russes ont autrefois appartenu au grand-duc Georges Mikhaïlovitch.

### Vie sentimentale

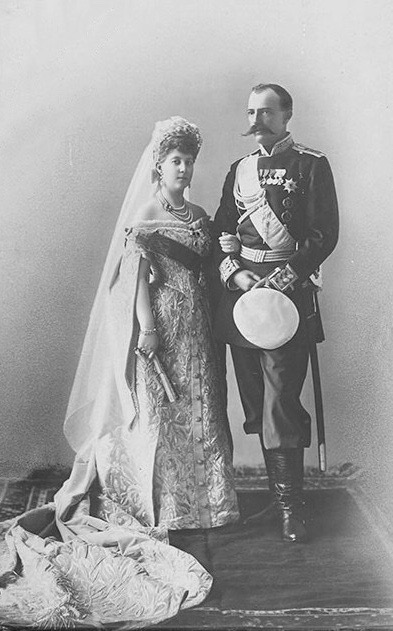
Georges Mikhaïlovitch et son épouse Marie de Grèce le jour de leur mariage.

Pendant sa jeunesse, le grand-duc Georges tombe amoureux de la princesse Nina Chavchavadze, descendante des souverains Bagratides de Géorgie. Cependant, les lois qui régissent le mariage des membres de la famille impériale russe interdisent au grand-duc d’épouser la jeune fille, sous peine de contracter une union morganatique : depuis la réunion de la Géorgie à la Russie, les descendants des anciens rois de ce pays ne sont en effet plus considérés comme des princes issus de maisons royales.
Le cœur brisé, Georges de Russie reste célibataire jusqu’à l’âge de trente-sept ans. En 1892, il entreprend cependant d’épouser la princesse Marie de Saxe-Cobourg-Gotha mais la mère de celle-ci organise promptement son mariage avec le prince héritier de Roumanie.
Le grand-duc Georges entreprend finalement d'épouser la plus jeune fille du roi des Hellènes, la princesse Marie de Grèce. Dans un premier temps, la jeune fille, qui n’est pas d’une grande beauté, ne se montre nullement intéressée par son cousin. Pourtant, le prince persévère dans sa cour et la demande officiellement en mariage en avril 1896. À l’époque, le plus ardent désir de la princesse est de rester vivre dans son pays mais sa famille lui interdit d’épouser un roturier, ce qui ne lui laisse d’autre choix que de s’exiler si elle souhaite un jour se marier. Marie de Grèce finit donc par accepter la proposition du grand-duc et rejette celle de son autre prétendant, le roi Alexandre Ier de Serbie . La princesse met cependant plusieurs années à prendre sa décision et son mariage avec le grand-duc Georges n’a lieu que quatre ans après le début de leur relation. La jeune femme fait d’ailleurs clairement comprendre au grand-duc qu’il ne s’agit, pour elle, que d’une union de convenance et pas du tout d’un mariage d’amour.
Après leur lune de miel en Italie et en Autriche, Georges et Marie s’installent en Russie, au palais Mikhaïlovsky, non loin de la capitale impériale. Puis, en 1905, le couple et ses enfants s’installent dans un petit palais de Crimée, construit dans le style anglais et qui reçoit le nom grec d’Harax. Durant neuf ans, la famille mène une vie tranquille et Georges se révèle être un père dévoué pour ses enfants. Cependant, malgré tous ses efforts, son mariage est un échec. La princesse Marie n’aime pas la Russie et s’éloigne progressivement de son époux. En juin 1914, elle emmène ses deux filles avec elle en Angleterre, sous le prétexte de prendre soin de leur santé, mais son souhait est en réalité de se retrouver loin de son mari et de la Russie.
Un mois après son arrivée au Royaume-Uni, la Première Guerre mondiale éclate et la princesse ne se précipite pas pour rentrer dans son pays d’adoption. Or, après quelque temps, il devient trop dangereux pour elle et ses filles de regagner la Russie. Jusqu'à sa mort, le grand-duc Georges ne revoit donc jamais plus sa famille .

### La guerre et la révolution

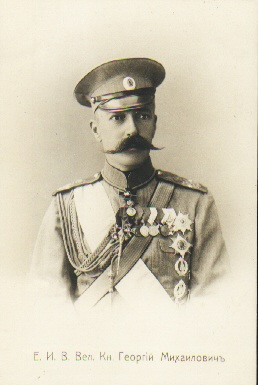
Le grand-duc Georges Mikhaïlovitch

Lorsque la Première Guerre mondiale éclate, le prince reprend son poste de lieutenant-général dans l’armée et cela en dépit de son handicap. En 1915, il est nommé aide-de-camp du tsar Nicolas II et celui-ci lui demande de superviser les opérations militaires. Le grand-duc doit alors informer l’empereur de la situation générale sur le front mais découvre, par la même occasion, la terrible désorganisation de l’Armée russe. Le grand-duc met ainsi en lumière une incroyable corruption et ses rapports lui valent de puissants ennemis. Outre ces activités, le prince Georges organise un hôpital privé dans son palais de Saint-Pétersbourg.
En mars 1915, le grand-duc est nommé patron du 4e Bataillon Kabansky Sentry. La même année, il est envoyé en mission au Japon, alors allié de la Russie dans la guerre contre l’Allemagne. À cette occasion, il visite la Corée et, de là, prend un bateau pour l’empire du Japon . Au début de l’année 1916, il retourne en Russie par Vladivostok et inspecte la situation à l’Est durant son voyage de retour. Par la suite, il est chargé par le tsar de rendre visite aux prisonniers de guerre allemands et autrichiens. En 1917, il est envoyé auprès du corps d’armée russe présent en Bessarabie et en Roumanie. Pendant ce voyage, il rend visite à l’impératrice douairière, à Kiev, et à la reine Marie de Roumanie, qu’il avait souhaité épouser quelques années auparavant, à Bucarest. Puis, le grand-duc retourne au quartier général de l’empereur, à Moguilev. Il est ensuite présent à Saint-Pétersbourg lorsqu’éclate la révolution .
En 1916, convaincu de l’imminence de la révolution, le grand-duc Georges avait tenté de persuader Nicolas II de la nécessité de donner à l’empire une constitution, mais en vain. En 1917, il est aux côtés du souverain, à Gatchina, lorsque celui-ci abdique . Avec la chute de la monarchie, le prince démissionne de ses fonctions militaires le 31 mars 1917. Il cherche alors à gagner l’Angleterre mais le gouvernement britannique interdit l’entrée des membres de la famille impériale sur son territoire tandis que le Premier ministre de la nouvelle république russe, le prince Georgy Lvov, lui refuse l’autorisation de quitter le territoire national . Trois mois après la chute des Romanov, le grand-duc Georges est finalement autorisé à partir en Finlande, où il espère pouvoir gagner la Suède et ainsi rejoindre sa famille en Angleterre.
En juin 1917, le prince arrive donc en Finlande, toujours sous domination russe, et s’installe dans une petite villa, à Retierve, puis à Helsinki . Cependant, le prince commet l’erreur de se signaler aux autorités locales. Désireux de gagner l’Angleterre afin d’y retrouver sa famille, il demande en effet au gouvernement des Soviets un nouveau passeport et la permission de quitter le pays. Le 3 avril 1918, il est alors arrêté et ramené à Saint-Pétersbourg sous l’escorte de la Garde rouge .

### Captivité
Dans les premiers temps de sa captivité, la seule contrainte que subit le grand-duc est celle de ne pas pouvoir quitter la capitale et, comme son palais est occupé par l’Armée rouge, il s’installe chez son ancien secrétaire. Mais, le mois suivant, le journal de Petrograd publie un décret ordonnant aux Romanov de se signaler à la Tchéka, la police politique des bolcheviks. Le grand-duc se rend alors, avec son secrétaire, au bureau de police, où il rencontre Moïsseï Ouritsky, l’un des leaders du Soviet de Petrograd. À la suite de cette entrevue, le grand-duc est libéré. Peu de temps après, les Bolcheviks décident toutefois d’envoyer les membres de la famille impériale dans un exil intérieur, à l’est de la Russie, et Georges Mikhaïlovitch est conduit dans la ville de Vologda, en Sibérie.

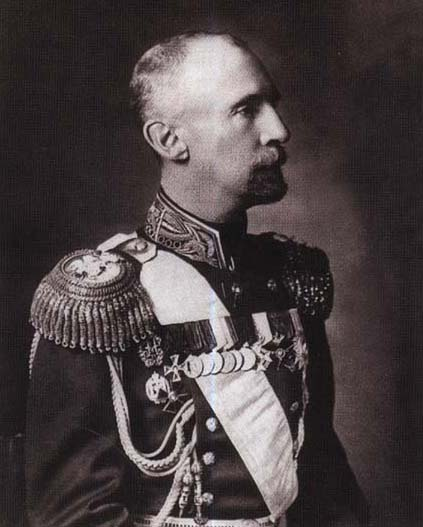
Dimitri Constantinovitch de Russie, compagnon de captivité de Georges Mikhaïlovitch.

À Vologda, le prince retrouve l’un de ses frères, le grand-duc Nicolas Mikhaïlovitch de Russie, et l'un de ses cousins, le grand-duc Dimitri Constantinovitch de Russie . Les trois hommes peuvent se déplacer librement dans la ville et ses environs et se rencontrent régulièrement. Cependant, le matin du 14 juillet 1918, deux jours avant le massacre de Nicolas II et de sa famille, une voiture avec quatre hommes lourdement armés arrive à Vologda et arrête les trois princes dans leurs demeures. Ils sont ensuite internés dans une petite prison du village, où ils sont plus aisément surveillés. Là, ils apprennent la rumeur du massacre du tsar et de la famille impériale.
Pendant tous ces mois, le grand-duc Georges réussit à faire passer secrètement plusieurs lettres à son épouse et la dernière de celles-ci date du 27 novembre 1918. De l’étranger et à travers l’ambassade danoise de Saint-Pétersbourg, la princesse Marie tente, sans succès, de racheter la liberté de son mari et de ses autres parents en offrant au gouvernement révolutionnaire la somme de cinquante mille livres.
Dans une de ses dernières lettres, le grand-duc Georges écrit à son épouse : « On nous a donné une cellule chacun, et Dimitri nous a rejoint plus tard. Je l’ai vu arriver à travers les barres d’acier de ma fenêtre et j’ai été frappé par sa mine triste. Les premières vingt-quatre heures ont été difficiles mais, après cela, ils nous ont par chance permis d’avoir nos lits de camp et nos vêtements. Il n’y a personne d’autre que nous trois dans la prison » . Par la suite, le prince informe son épouse que lui et ses compagnons sont gardés par des soldats baltes : « Ils nous traitent comme des camarades et n’ont pas fermé nos cellules après le deuxième jour ; ils nous permettent de nous promener dans le petit jardin. Notre nourriture est amenée de l’extérieur .
Pendant leur emprisonnement, de nouvelles rumeurs de l’assassinat du tsar et de sa famille parviennent aux grands-ducs et le pire semble se profiler pour les trois princes. Parmi eux, Georges Mikhaïlovitch est le plus pessimiste.
Le 21 juillet, les prisonniers quittent Vologda et sont de nouveau conduits à Petrograd. Dans l’ancienne capitale impériale, les trois hommes sont rapidement emprisonnés avec six autres détenus dans une cellule du quartier général de la Tchéka. À leur arrivée, Georges Mikhaïlovitch et les autres grands-ducs sont longuement interrogés par Moïsseï Ouritsky. Le grand-duc Georges écrit : « Dimitri a demandé à Ouritsky pourquoi nous étions emprisonnés et sa réponse a été que c’était pour nous protéger des gens qui essayaient de nous tirer dessus à Vologda, ce qui est difficile à croire. »
Les prisonniers sont photographiés et déplacés à la prison Kresty. Peu après, ils sont transférés à la prison Spalernaïa, où ils passent l’essentiel de leur incarcération. Là, chacun d’eux a sa propre cellule mais dispose, pour tout mobilier, d’un lit d’acier. Les grands-ducs sont autorisés à faire de l’exercice une demi-heure ou trois-quarts d’heure, deux fois par jour. Par contre, les contacts personnels leur sont au départ interdits. Malgré tout, leurs geôliers, qui sont tous soldats, les traitent bien ; certains aident même Georges Mikhaïlovitch à passer clandestinement des lettres en dehors de la prison.
Après plusieurs jours de ce traitement, les princes sont autorisés à se rencontrer dans le jardin et peuvent recevoir des provisions de l’extérieur, comme du linge propre et des cigarettes. Leurs journées commencent à sept heures du matin : ils sont alors réveillés par le bruit des pas de leurs gardiens dans les couloirs et celui des clefs dans les portes. Le déjeuner est servi à midi et consiste en un horrible bol d’eau chaude dans lequel surnagent quelques arêtes de poisson. Le soir, les lumières s’allument à sept heures, et cela bien qu’en hiver l’obscurité tombe avant. Malgré tout, les rencontres des grands-ducs pendant leurs exercices leur donnent l’opportunité d’échanger quelques mots.
Pendant cette période, à l’extérieur, certains parents des princes font des efforts incroyables pour obtenir leur libération. Maxime Gorky intervient finalement en leur faveur auprès de Lénine mais son ordre de libération arrive trop tard pour les prisonniers.

### Assassinat

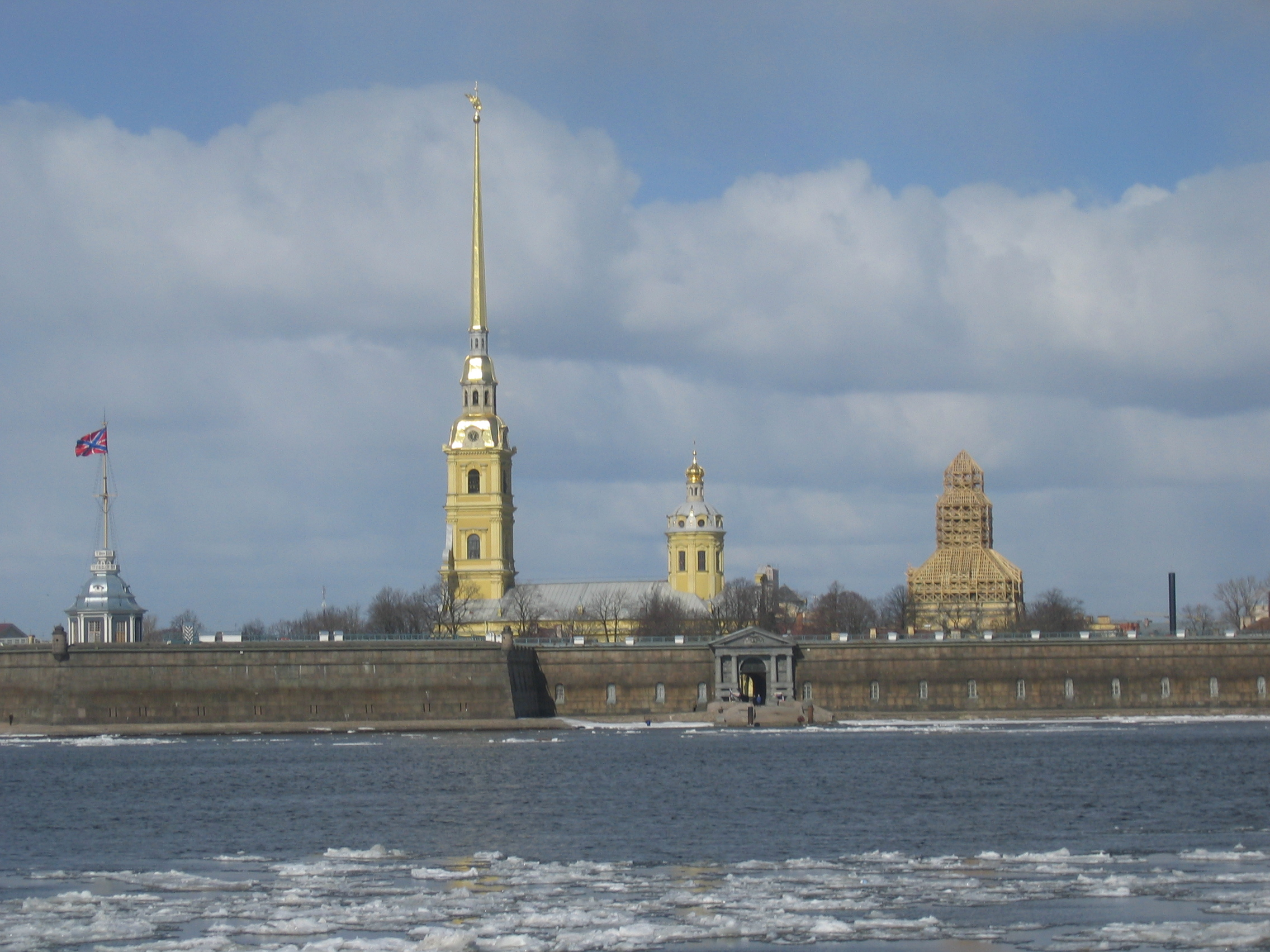
La forteresse Pierre-et-Paul vue depuis la Néva

Aucun témoin oculaire de l’exécution du grand-duc Georges Mikhaïlovitch, de son frère et de son cousin n'est connu. Ce que nous savons est fondé sur des rumeurs et des informations de seconde main. Les différentes versions varient sur des détails et certaines contiennent des éléments extrêmement dramatiques mais toutes contiennent la même trame. À 23h30, le 27 janvier 1919, des gardes sont venus réveiller les princes Georges, Nicolas et Dimitri dans leur cellule de la prison Spalernaïa, en leur disant qu’ils allaient être déplacés et qu’ils devaient empaqueter leurs affaires. Au départ, les princes supposent qu’ils vont être transportés à Moscou. Le grand-duc Nicolas Mikhaïlovitch s’imagine même qu’ils vont être libérés mais le prince Georges lui déclare qu’il est plus probable qu’ils soient déplacés pour être abattus. Au moment de leur départ, les soldats leur demandent de laisser leurs affaires à la prison et les trois prisonniers comprennent, à ce moment, ce qui va leur arriver.
Les grands-ducs sont amenés à l’extérieur de la prison et placés dans un camion qui contient déjà quatre prisonniers de droit commun et six gardes rouges. À 01h20 du matin, le 28 janvier, le convoi quitte la prison et se dirige vers le champ de mars, où le camion cale. Pendant que le conducteur tente de le faire redémarrer, l’un des prisonniers essaie de s’enfuir et est abattu par derrière. Le camion finit par repartir et gagne la forteresse Pierre-et-Paul. Une fois arrivés, les prisonniers sont durement poussés du camion et conduits au bastion Trubetskovo. Là, on leur demande d’enlever leurs manteaux et leurs chemises, et ce bien qu’il fasse moins vingt degrés dehors. À partir de ce moment, les prisonniers n’ont plus aucun doute sur ce qui va leur arriver et les grands-ducs s’embrassent les uns les autres pour la dernière fois.
Des soldats portant une autre personne apparaissent alors et les trois princes reconnaissent dans le nouvel arrivant leur cousin le grand-duc Paul Alexandrovitch de Russie. Les Romanov sont ensuite escortés vers une tranchée qui a été creusée dans la cour. Alors qu’ils passent devant la cathédrale Pierre-et-Paul, où leurs ancêtres sont enterrés, les grands-ducs se signent. Les prisonniers sont alignés devant la tranchée, dans laquelle se trouvent déjà treize corps. Le grand-duc Nicolas Mikhaïlovitch, qui porte encore son chat, le tend à un soldat en lui demandant d’en prendre soin. Tous les grands-ducs font face à la mort avec courage et Georges et Dimitri prient en silence. Le grand-duc Paul, qui est très malade, est tué dans sa civière. Les autres princes sont tués dans la même fusillade et leurs corps tombent directement dans le charnier préparé à cet effet.

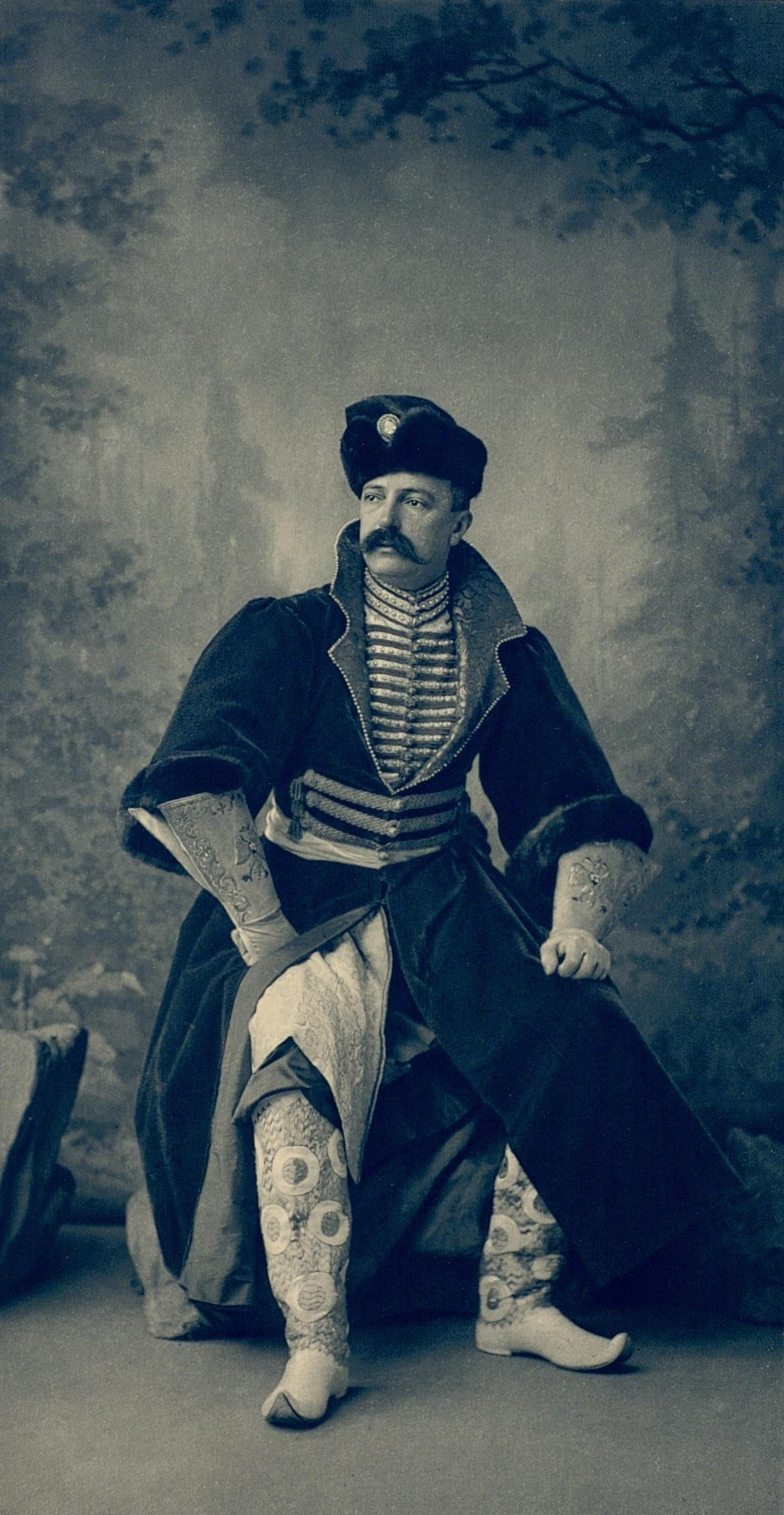
Le grand-duc Georges Mikhaïlovitch en habit traditionnel russe.

## Portrait physique et psychologique
Le grand-duc Georges mesure environ 1,93 m. Il a les yeux marron et ne porte pas la barbe mais arbore une large moustache. Il devient chauve très jeune.
D’un tempérament calme et retiré, le prince a une bonne nature et se livre souvent à des plaisanteries, lorsqu'il discute avec quelqu'un. Il a un appétit vorace et se montre généralement en avance aux repas. 
Dans sa famille, Georges de Russie est connu pour sa bonté et ses jugements sonores. Mais il est également obsédé par le protocole. Ainsi, un jour que le prince Gabriel Constantinovitch de Russie s’est installé à la loge impériale du théâtre de Saint-Pétersbourg sans y avoir été invité par le tsar, le grand-duc Georges ne peut s’empêcher de lui faire remarquer qu’on ne pénètre pas dans la loge de l’empereur sans en avoir reçu l’invitation expresse du souverain.
Selon Nina Berberova il a été martiniste.

## Réhabilitation
Le grand-duc Georgi Mikhaïlovitch de Russie fut réhabilité le 6 juin 2009.

## Les restes du grand-duc Georges Mikhaïlovitch de Russie peut-être retrouvés
En 2007, au cours de travaux entrepris dans l'enceinte de la forteresse Pierre-et-Paul, le hasard a permis de mettre au jour des ossements humains. Encouragé par cette découverte, l'archéologue russe, Vladimir Kildiouchevski dirigeant les fouilles a déclaré : « Selon des témoignages sûrs, quatre grands-ducs Romanov ont été exécutés en 1919 dans la forteresse Pierre-et-Paul. Les restes de Georgui Mikahïlovitch, Nikolaï Mikhaïlovitch, et Pavel Alexandrovitch se trouvent probablement parmi ceux que nous avons trouvés ».www.tdg.ch L'archéologue mandaté par le musée d'Histoire de la ville de Saint-Pétersbourg déclare : « Aujourd'hui nous essayons de déterminer qui exactement a été exécuté ici et il faut continuer les recherches ». Toutefois, l'archéologue russe émet des regrets concernant ces fouilles, car, faute de moyens, celles-ci sont actuellement interrompues.

## Collections de numismatique du grand-duc Georges
- Pièces de monnaie russe de 1881 à 1890 ;
- Pièces de monnaie du règne d'Alexandre II de Russie, Nicolas Ier de Russie, Paul Ier de Russie et Alexandre Ier de Russie ;
- Pièces de monnaie frappées pour la Prusse, la Géorgie, la Pologne et la Finlande ;
- Pièces de monnaie du règne de Catherine II de Russie ;
- Pièces de monnaie du règne d'Élisabeth Ire de Russie et de Pierre III de Russie ;
- Pièces de monnaie du règne d'Anne Ire de Russie et de Fiodor III de Russie ;
- Pièces de monnaie du règne de Catherine Ire de Russie et de Pierre II de Russie[23].